# Phyllanthus magnificens
Phyllanthus magnificens là một loài thực vật có hoa trong họ Diệp hạ châu. Loài này được Jean F.Brunel & J.P.Roux miêu tả khoa học đầu tiên năm 1981.